# Condado Venaissino
O Condado Venaissino (em francês:  Comtat Venaissin, por vezes chamado Comtat; em occitano provençal: lo Comtat Venaicin ou la Comtat, segundo a norma clássica; lou Coumtat Venessin ou la Coumtat, segundo a norma mistraliana), foi uma entidade territorial durante o Antigo Regime no sudoeste do Reino de França, situada na área que rodeia a cidade de Avinhão, hoje integrada na região de Provence-Alpes-Côte d'Azur. 
Estendia-se ao longo do vale do rio Ródano, vale do rio Durance e Mont Ventoux, com um pequeno exclave situado a norte, em redor da cidade de Valréas, juntamente com as vilas de Cavaillon, Carpentras e Vaison-la-Romaine.
O nome do condado provinha de Venasque, a sua primeira capital, a qual foi sucedida por Carpentras em 1320. Nas proximidades, Avinhão e Orange, formaram respectivamente um condado (comté) e um principado diferentes.

## História

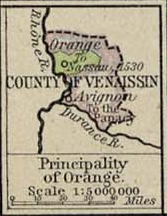
A região de Venasque num mapa de Orange, de 1547, conservado na Universidade do Texas

Durante o século XIII o condado pertenceu a Afonso III, conde de Poitiers que o doou em herança à Santa Sé pela sua morte em 1274, convertendo-se em território papal.
Avinhão foi vendida ao Papado pela condessa Joana da Provença em 1348, e com isto os dois condados se uniram para formar um enclave papal unificado (embora conservando as suas identidades políticas em separado). 
Os habitantes do enclave não pagavam impostos nem estavam sujeitos a serviço militar, pelo que a vida no condado era consideravelmente mais atractiva que na Coroa Francesa. Converteu-se em local de residência dos judeus franceses, que recebiam melhor tratamento sob o governo papal que no resto de França. A sinagoga mais antiga de França, construída no século XIV, está em Carpentras.
Os sucessivos governantes franceses procuraram anexar a região à França. Foi invadida por tropas francesas em 1663, 1668 e 1768–1774 durante as disputas entre a Coroa e a Igreja. Também foi submetida a restrições comerciais e aduaneiras durante os reinados de Luís XIV e Luís XV.
O controlo papal continuou até 1791, quando se fez um plebiscito não autorizado e os habitantes votaram pela anexação a França. Foi subsequentemente incorporado no departamento de Vaucluse. No entanto, o Papado não o reconheceu como parte de França de modo formal senão em 1814.
A região continua a ser conhecida informalmente como o "Condado de Venasque", embora obviamente tal não tenha presentemente nenhum significado político.